# 横浜市の歴史
横浜市の歴史（よこはましのれきし）は、神奈川県横浜市の市域における歴史；自治体史。

## 概略

### 旧石器時代から平安時代まで

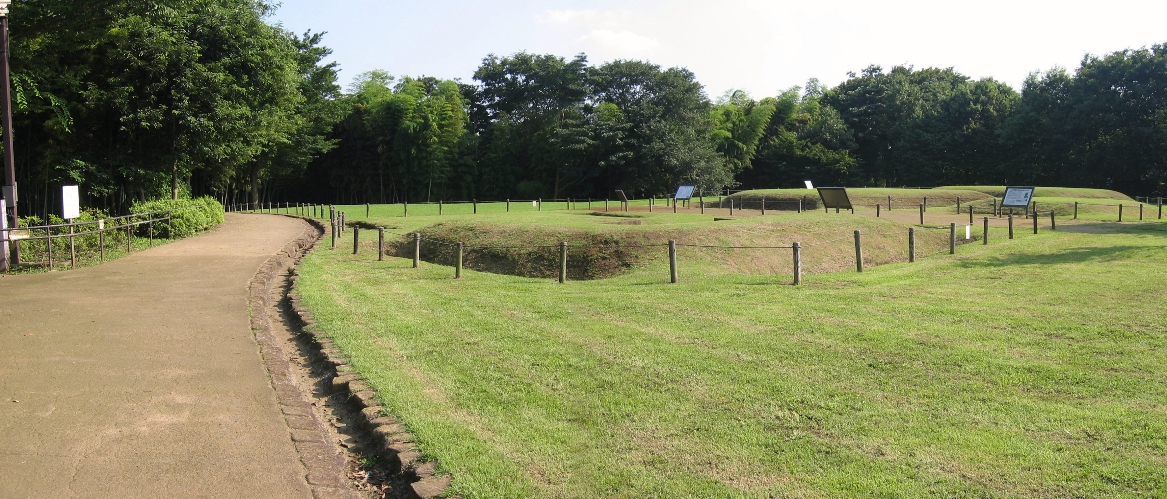
歳勝土遺跡（都筑区）

横浜市域は3万年前に陸化し、立川ロームの堆積が始まった。2万2000年前までには市内に人間が現れ、人類の活動痕跡である遺跡の形成が始まる。横浜市内における遺跡（周知の埋蔵文化財包蔵地）の分布状況は、市教育委員会刊行の『横浜市文化財地図』や、市の公開する行政地図情報（遺跡地図）で参照可能だが、市域内の遺跡数はおよそ2500か所に上る。ただし大都市横浜にあって、この内の1700か所はすでに全域的または部分的に開発などによる破壊を受けているという（1998年時点）。
旧石器時代の遺跡は、旭区の矢指谷遺跡や都筑区の北川貝塚・花見山遺跡・けんか山遺跡など、およそ25か所発見されている。
縄文時代の遺跡は市内各所に見られるが、市北部の都筑区では、1970年代から80年代に港北ニュータウン開発に伴って200を超える遺跡が一斉に発掘調査された結果（港北ニュータウン遺跡群）、南堀貝塚や北川貝塚をはじめ三の丸遺跡・二ノ丸遺跡・月出松遺跡・神隠丸山遺跡・華蔵台遺跡など、縄文時代全時期に亘る多数の集落遺跡が発見されている。日本で初めて環状集落の姿が明らかにされた南堀貝塚や、縄文時代の掘立柱建物の存在が初めて確認された小丸遺跡など、考古学上の発見で知られる遺跡も存在した。
弥生時代の遺跡は同時代中期までは少ないが、中期後半以降は、都筑区の大塚・歳勝土遺跡（国の史跡）・大原遺跡（おっぱらいせき）・権田原遺跡（ごんたっぱらいせき）・矢崎山遺跡・綱崎山遺跡、青葉区の朝光寺原遺跡、港北区の日吉台遺跡群など、方形周溝墓を伴う環濠集落が現れる。
市内における古墳時代の古墳の出現は3世紀後半とされ、現在確認されている市内最古の古墳は2005年（平成17年）に発見された港北区の新羽南古墳（3世紀後半の円墳）である。なお4世紀段階では、弥生時代以来の方形周溝墓のほか、弥生墳丘墓から古墳へと発展する過渡的な特徴を持つ陸橋付き方形周溝墓が併存しており、青葉区の稲ヶ原遺跡などでこの種の方形周溝墓が検出されている。その後4世紀～7世紀にかけて市内各所に古墳（群）や横穴墓（群）が出現したほか、矢崎山遺跡など、同時代の集落遺跡も形成されるようになる。青葉区の朝光寺原古墳群・稲荷前古墳群・市ヶ尾横穴墓群・荏子田横穴、都筑区の矢崎山古墳、港北区の観音松古墳（日吉台古墳群の1つ、神奈川県内最大級の前方後円墳）・日吉矢上古墳、戸塚区の富塚古墳、西区の軽井沢古墳などはこの時代の遺跡である。磯子区の三殿台遺跡（国の史跡）は、縄文時代・弥生時代・古墳時代の集落が同じ台地上に営まれた複合遺跡として知られる。
市域の地名に関する最古の記録は、『日本書紀』に見られる。安閑天皇元年（534年）[武蔵国]の笠原直使主（かさはらのあたいのおみ・かさはらのあたい おみ、おぬし）は大和朝廷と結び、上毛野君（かみつけぬのきみ）と組んだ小杵（おき・おぎ）を破った。この結果、笠原直使主は大和朝廷から武蔵国の国造（武蔵国造）の家（武蔵国造家）であることを認知され、横渟（よこぬ）、橘花（たちばな。橘樹郡）、多氷（たひ・おおい、歴史的仮名遣：おほひ）、倉樔（くらす。後に久良（くら）郡、さらに久良岐郡）の4ヶ所を屯倉として献上したと記される。
飛鳥・奈良時代以降は律令制導入に伴い、横浜市域にも郡（評）が置かれた。7世紀後半までに、市域には武蔵国橘樹郡、久良岐郡、都筑郡、相模国鎌倉郡が置かれた。橘樹郡は川崎市のほぼ全域と横浜市の北東部、久良岐郡は横浜市の中南東部、都筑郡は横浜市の北西部、相模国鎌倉郡は横浜市の南西部と鎌倉市をその領域とする。
都筑区の長者原遺跡は8世紀に成立した都筑郡衙（古代郡役所）跡とされ、郡庁舎・正倉の遺構などが発見されている。また、この遺跡は国道246号（旧大山街道）に面しており、この道が古東海道であったと考えられている。このほかの郡衙は、橘樹郡衙は川崎市高津区の橘樹官衙遺跡群（国の史跡）、鎌倉郡衙は鎌倉市御成町の今小路西遺跡が所在地に比定されているが、久良岐郡衙は判明していない。
なお、都筑郡の名が見える最古の記録は、『万葉集』である。万葉集には、都筑・橘樹の防人とその妻らの歌が収められている。
家ろには 葦火焚けども 住みよけを 筑紫に至りて 恋しけ思はも（橘樹郡上丁 物部真根）
草枕 旅の丸寝の 紐絶えば 我が手と付けろ これの針持し（椅部弟女）
我が行きの 息づくしかば 足柄の 峰延ほ雲を 見とと偲はね（都筑郡上丁 服部於由）
我が背なを 筑紫へ遣りて 愛しみ 帯は解かなな あやにかも寝も（妻 服部呰女）
『続日本紀』によると、768年（神護景雲2年）には、橘樹郡の飛鳥部吉志五百国が「久良郡」で獲た白雉を献上し、従八位下を授けられた、とある。
古代鎌倉郡に当たる栄区の㹨川流域には横穴墓群遺跡が発達し㹨川流域横穴墓群という約20群200基以上に上る横穴墓群が点在していた。㹨川上流には上郷深田遺跡という古代関東有数の製鉄遺跡があった。近くの上郷猿田遺跡は製鉄作業に携わる人々のムラだという。
平安時代には各所の開発も進み、三浦氏の一族平子氏、榛谷氏、稲毛氏など有力な豪族がいた。今に残る弘明寺などの寺院は、この有力豪族らにより建立されたものと考えられる。
927年（延長5年）には、杉山神社が、式内社とされた。杉山神社は、全国でも横浜市と川崎市、特に鶴見川流域にのみ散在鎮座し、数十社が現存する。このうちどの杉山神社を当時の杉山神社と特定するか、定説はない。杉山神社の論社には、緑区西八朔町の杉山神社、都筑区茅ヶ崎町の杉山神社、都筑区中川町の杉山神社、港北区新吉田町の杉山神社、および鶴見区鶴見中央の鶴見神社などがある。

## 年表

### 鎌倉時代から江戸時代まで
- 1180年（治承4年） 源頼朝が六浦津（金沢区）に伊豆三嶋明神を勧請して瀬戸神社を創建。鎌倉幕府の交易港として発展する礎となる。
- 1233年（貞永2年） 鎌倉幕府が、平子経久に平子郷内石河村（中区・磯子区）を安堵する。
- 1239年（延応元年） 執権・北条泰時が、佐々木泰綱（佐々木信綱の三男。佐々木六角氏の祖）に武蔵国小机郷鳥山（港北区）などの開拓を命じる。

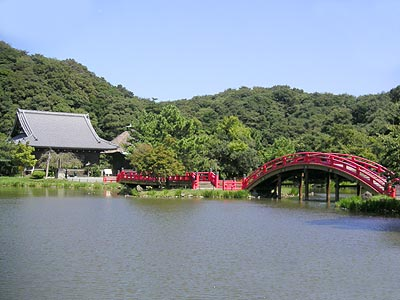
称名寺庭園

- 1254年（建長6年）徒然草の兼好法師も庵を結んだ日蓮宗・六浦山上行寺、日蓮の船中問答により真言宗・金勝寺から改宗改名。
- 1275年頃 北条実時が武蔵国久良岐郡六浦荘金沢（金沢区）に金沢文庫と称名寺を建立する。
- 1392年 神奈川湊に関する最古の記事。
- 1442年（嘉吉2年） 比留間範数らが、宝金剛院に横浜村の薬師堂免田畠を寄進する（「横浜」の地名の初見だが、これは現在の関内北東部付近とされる）。
- 1476年（文明8年） 長尾景春の乱で、小机城主矢野兵庫助が景春方につく。1478年（文明10年）、扇谷上杉氏配下の太田道灌に攻められ落城。
- 1512年（永正9年）伊勢宗瑞（北条早雲）が鎌倉に入り、相模全域を支配する。
- 1522年（大永2年）頃、伊勢氏（後の後北条氏）が小机城に城番を置き、小机衆が編成される。
- 1542年（天文11年） 横浜市域が後北条氏の検地を受ける。
- 1590年（天正18年） 後北条氏が、豊臣秀吉に攻められて滅亡する。徳川家康が江戸に入り、横浜市域は徳川氏の領地となる。翌年から領内の検地が始まる。
- 1600年（慶長5年） 徳川家康が、関ヶ原の戦いに向かう時、軍船国一丸に乗船して武州金沢より出航す。
- 1601年（慶長6年） 東海道宿駅伝馬の制が定められ、市域には神奈川宿、保土ヶ谷宿が形成される（1604年（慶長9年）に戸塚宿も加わる）。

### 江戸時代
江戸時代、市域の大部分は幕府直轄領または旗本知行地となり、2国4郡にわたる215の村々から成っていた。人口はおよそ10万人、2万世帯と推定される。石高はおよそ8万石。市域には神奈川湊をはじめとして20以上の湊があり、廻船業が発達した。
- 1639年（寛永16年） 大老・酒井忠勝が、徳川家光より武蔵国武州金沢および相模三浦を鷹狩りの地として与えられる。
- 1640年（寛永17年） 武州金沢で鷹狩り中の大老・酒井忠勝のもとに、徳川家光より馬が贈られる。
- 1656年（明暦2年）吉田勘兵衛が幕府に請願し、内海の新田開発が始まる[19]。
- 1667年（寛文7年）吉田新田完成。総面積約120haのうち8割は水田だった。これ以降も横浜新田、太田屋新田などが開発され、新田地域を中心として江戸期における横浜は建設されていった[19]。後に吉田新田に横浜村を設置する[20]。
- 1721年（享保6年） 金沢に、市内唯一の大名領、六浦藩米倉氏1万2,000石の陣屋が置かれた。

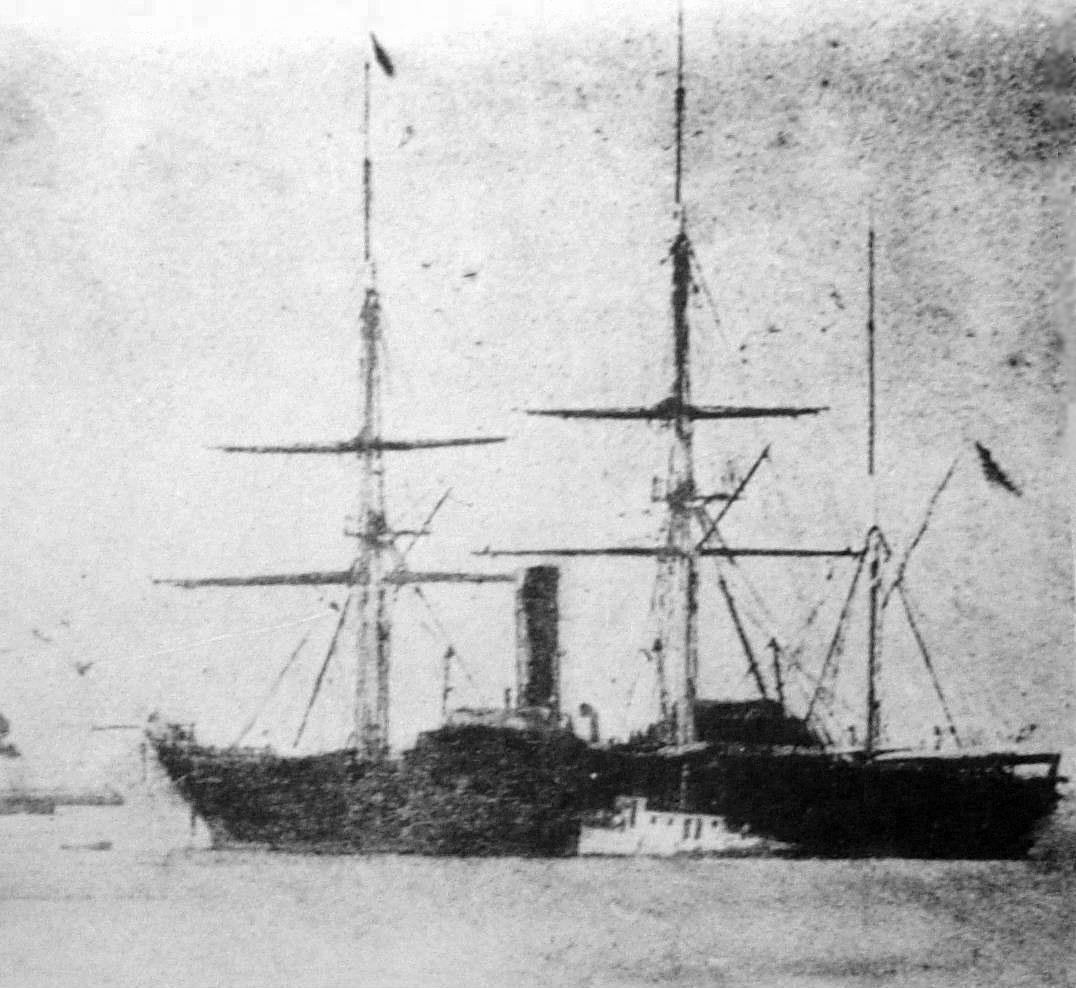
ペリー艦隊の旗艦・サスクェハンナ（サスケハナ）号

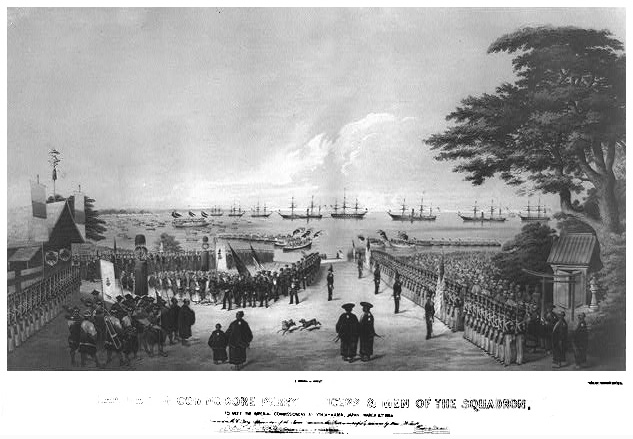
ペリー一行の上陸

- 1854年（安政元年） 1月14日（新暦2月11日）、アメリカ海軍提督ペリーが6隻（後日3隻が加わり9隻）の黒船を率いて2度目の日本への来航。2月10日（同3月8日）に横浜村（中区）で会談が開始され、3月3日（同3月31日）には日米和親条約が締結された。当時の横浜村は、賑わう東海道筋や神奈川宿・神奈川湊から離れ、80軒ほどの漁師小屋が建ち並ぶ半農半漁の郷村だった。ペリー一行は江戸湾の測量のため、品川沖まで進んだが、江川英龍（伊豆韮山にあった代官）が建設した（建設中）お台場の人工島の砲台付近まで達したのち、神奈川まで引き返した。
- 1858年（安政5年） 神奈川湊（神奈川区）沖のポーハタン号上で、日米修好通商条約を締結する（このときは「神奈川」を開港地と定め、米国側は東海道・神奈川宿の開港を求めたが、幕府の意向（外国人と多くの住民が直接、交流するのを防ぐ狙いから、郷村だった横浜村が選ばれた）により、横浜村に港を建設する）。
- 1859年（安政6年）6月2日 横浜港が開港される。元町と居留地間に堀川が開削され、吉田橋や前田橋のたもとに関所が置かれる（居留地側を関内と呼ぶ）。神奈川奉行所（西区紅葉山）が置かれ、横浜港周辺の行政事務を取り扱う。また、7月には税関である神奈川運上所（現在の神奈川県庁付近）が設置される。
日本初のクリーニング店開業。
太田屋新田内の埋立地に港崎遊郭成立[19]。
- 1860年（安政7年） 久良岐郡横浜村は、横浜町と改称。関内は、横浜町と太田町から成る。
- 1860年（万延元年） 9月1日に横浜山手麓（現在の元町）で、日本初の西洋式競馬が開催される。第一回地所規則制定[19]。
- 1861年（文久元年） ハンサードが、英字新聞「ジャパン・ヘラルド」を創刊する。幕府は山手の高台の一部約6,000坪を各国領事館用地としてイギリス等に貸与、イギリスは高台の東端に当たる堀川河口南側の地域を海軍用地として借入[19]。
- 1862年（文久2年） 生麦村（鶴見区）で生麦事件が起きる。
- 1863年（文久3年） 井土ヶ谷村（南区）で井土ヶ谷事件が起きる。幕府は横浜の対外開港を取りやめ閉鎖することを検討したが（横浜鎖港）実現せず。幕府はイギリス借入地へのイギリス・フランス両国軍の駐留を承認[19]。
- 1864年（元治元年） ジョセフ・ヒコが邦字新聞「新聞誌」（後に「海外新聞」）を創刊する。第二回地所規則制定[19]。
- 1866年（慶応2年）初の外国銀行支店である香港上海銀行の支店が開業。横浜市街地に大被害をもたらした豚屋火事発生（この再建計画により、のちに防火帯を兼ねた大きな道や横浜公園、横浜港大桟橋などが建設）[21]。幕府と外国公使団との間で居留地再建計画「横浜居留地改造及び競馬場墓地等約書」締結（翌年これに基づき現在の山手地区が新たに外国人居留地に編入）[19]。
- 1867年（慶応3年） 横浜競馬場（根岸競馬場。現在の中区の根岸森林公園）で、日本初の近代競馬が行われる。

### 明治時代から第二次世界大戦まで

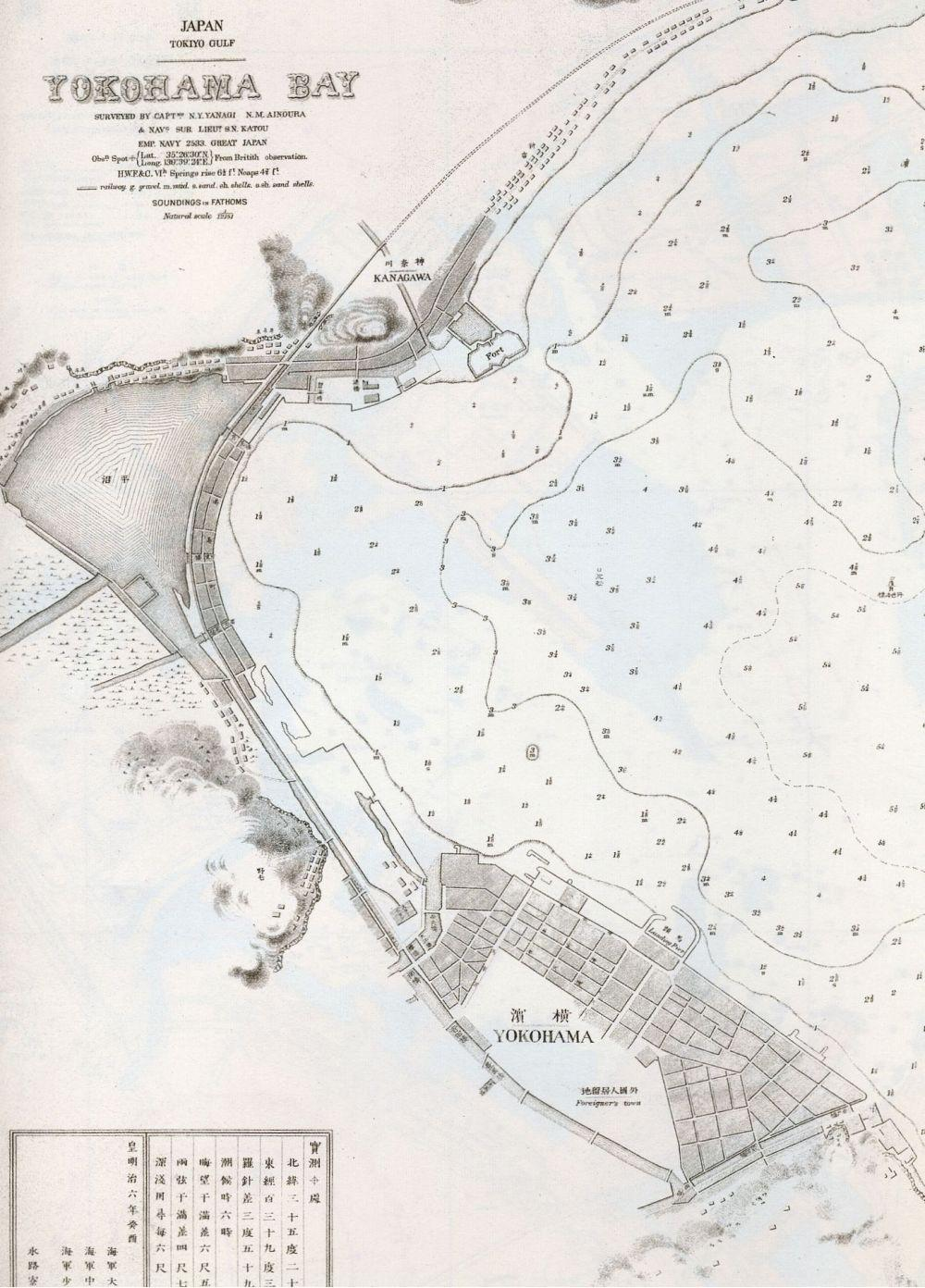
日本海軍水路寮作成海図「武藏國横濱灣」の一部、1874年（明治7年）刊行

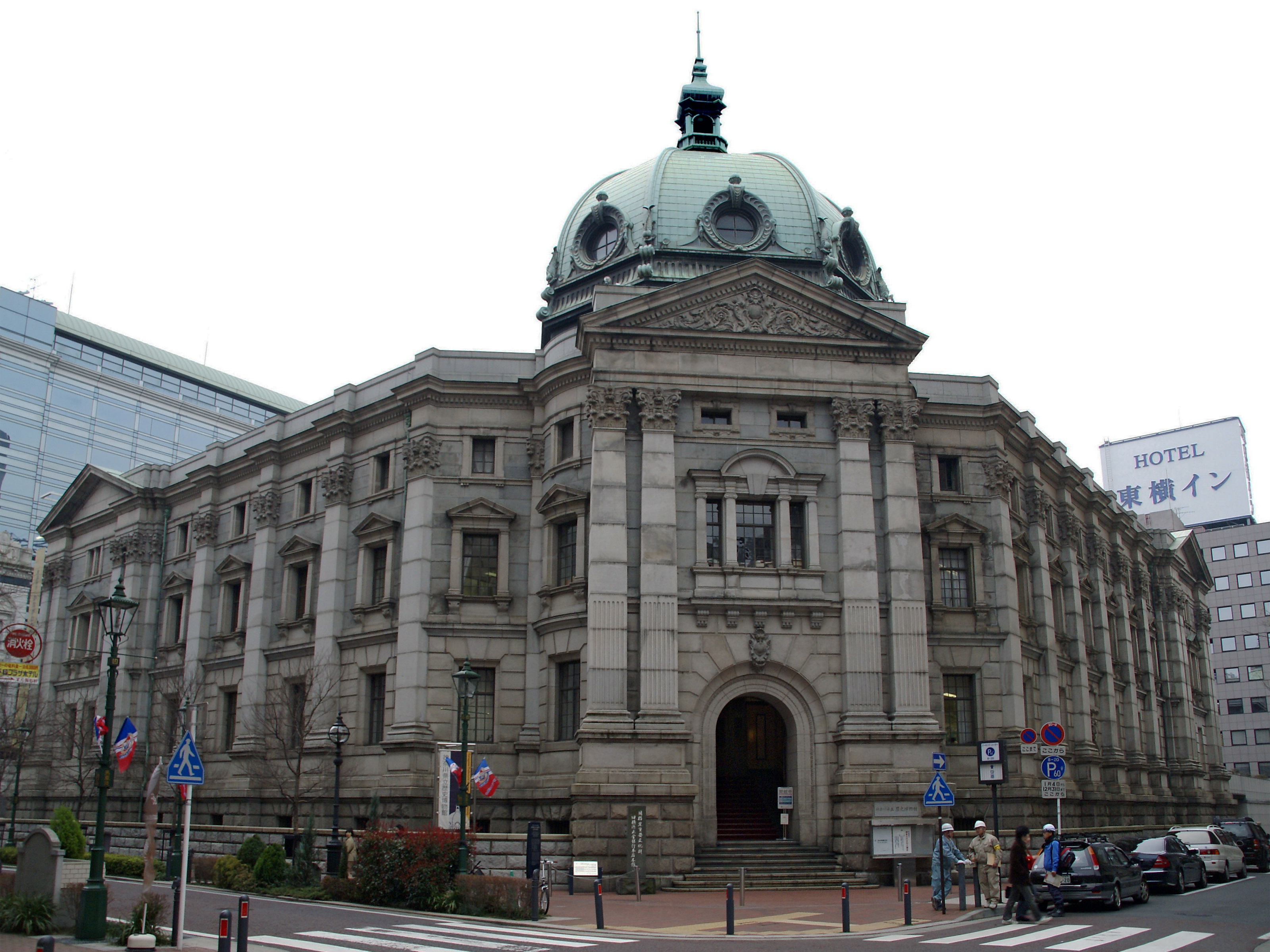
横浜正金銀行本店（1904年（明治37年）竣工。現：神奈川県立歴史博物館）

- 1868年（慶応4年/明治元年） 3月、新政府が神奈川奉行所を接収し、横浜裁判所（現在の裁判所とは異なる行政機関）とする。横浜裁判所総督は外国事務総督の東久世通禧、副総督は鍋島直正。4月、横浜裁判所を神奈川裁判所と改称し、神奈川運上所を横浜裁判所、戸部役所を戸部裁判所とする。6月、神奈川裁判所を神奈川府に改称する。9月、神奈川府を神奈川県に改称する。
- 1868年（慶応4年/明治元年） 新政府が接収した際、横浜の日本人町に横浜町会所が置かれる。
- 1868年（明治元年） 横浜伊勢佐木町の「太田なわのれん」にて牛鍋（スキヤキ）が出される[注釈 1]。
- 1869年（明治2年）
  - 版籍奉還により、米倉領6ヶ村は六浦藩となる。藩知事は旧藩主・米倉昌言。
  - 吉田橋に鉄橋が架設される。馬車道で町田房蔵が日本初のアイスクリームを製造販売。
丸屋善七（早矢仕有的）が丸屋商社（現在の丸善）を開業。
東京（築地）- 横浜間で電信テストを実施（電信のはじめ）。
- 1870年（明治3年）
  - 横浜郊外の北方村天沼（現：中区千代崎町）にてノルウェー系アメリカ人のウィリアム・コープランドがビール醸造を開始（キリンホールディングスの嚆矢）。
  - 日本初の日刊の邦字新聞[注釈 2]。『横浜毎日新聞』創刊（現在の『毎日新聞』とは無関係）。
外国人居留地に日本人設計の下水道を設置。下水管の材質は瓦と同じ陶製管。
  - 高島嘉右衛門により、鉄道敷設のため神奈川・横浜間海面（現：高島）の埋立事業開始。
- 1871年（明治4年）
  - 7月 廃藩置県により、横浜市域は神奈川県と六浦県に分かれる。9月、六浦県を神奈川県と合併する。
  - 伊勢山皇大神宮が竣工する。日清修好条規締結により中国との貿易が盛んになり、さまざまな職業の華人が外国人居留地の一角に集中して居住するようになり、中華街（南京町、シナ町）が形成し始める[19]。
- 1872年 新橋（現：汐留） - 横浜（現在の桜木町駅）間に鉄道が開通。本町通り・大江橋間にガス灯を設置。（日本最初の一般ガス事業）
- 1873年（明治6年） 5月1日神奈川県は全県を20区に分け、区内を幾つかの番組を設置。横浜町は第1区1番組に編入される。「相生町の大火」発生し、横浜市街地の3分の1が焼失[22]。
- 1874年（明治7年）6月14日大区小区制に基づき、区・番組を大区・小区に改編。旧来の横浜町は第1大区1小区となる。
- 1875年（明治8年） 英仏の軍隊が、山手居留地から撤退する。
- 1876年（明治9年） 横浜公園が竣工する。サミュエル商会（現：ロイヤルダッチシェルの前身の一つ）創業。
- 1878年（明治11年）
  - 11月21日郡区町村編制法に基づき、第1大区の区域をもって横浜区が発足。久良岐郡から分離する。
  - 横浜に電話が敷設される。
- 1880年（明治13年） 横浜正金銀行開業。
- 1881年（明治14年） 外国人居留地下水道が設置され始める。
- 1882年（明治15年） 横浜商法学校（後の横浜市立横浜商業高等学校、Y校）が開校する。
- 1887年（明治20年）
  - 日本最初の近代水道（鉄管）が常時給水を開始する。
  - 8月15日 横浜区役所が本町一丁目4番地へ移転する[23]。
- 1889年（明治22年） 4月1日 市制施行により横浜市となる。初代市長は増田知。横浜港の修築第1期工事が始まり，横浜船渠の建設や港内の浚渫が行われた[19]。
- 1890年（明治23年） 東京-横浜間で電話交換開始。
- 1894年（明治27年）
  - 横浜港鉄桟橋（現：大さん橋）が完成する。
  - 横浜蚕糸外四品取引所（後の横浜商品取引所。2006年に東京穀物商品取引所と合併）が設立される。
- 1899年（明治32年）
  - 条約改正実施により、外国人居留地が廃止される。
  - 蓬莱町（中区）の秋元己之助が本格的な清涼飲料「金線サイダー」を発売。
- 1901年（明治34年） 第1次市域拡張。
- 1904年（明治37年） 横浜電気鉄道（市電の前身）、神奈川 - 大江橋間開業。横浜正金銀行本店（現：神奈川県立歴史博物館）竣工。
- 1905年（明治38年） 京浜電気鉄道（京浜急行電鉄の前身）の神奈川 - 品川間が開通。
- 1908年（明治41年） 横浜鉄道（横浜線の前身）の東神奈川 - 八王子間が開通。
- 1909年（明治42年） 開港50年を記念して、横浜市章（ハマ菱）、横浜市歌（作詞：森鷗外）が制定される。本牧に旧中澤邸竣工（現存する横浜の洋館で最も古い。移築され、現：山手資料館)[19]。

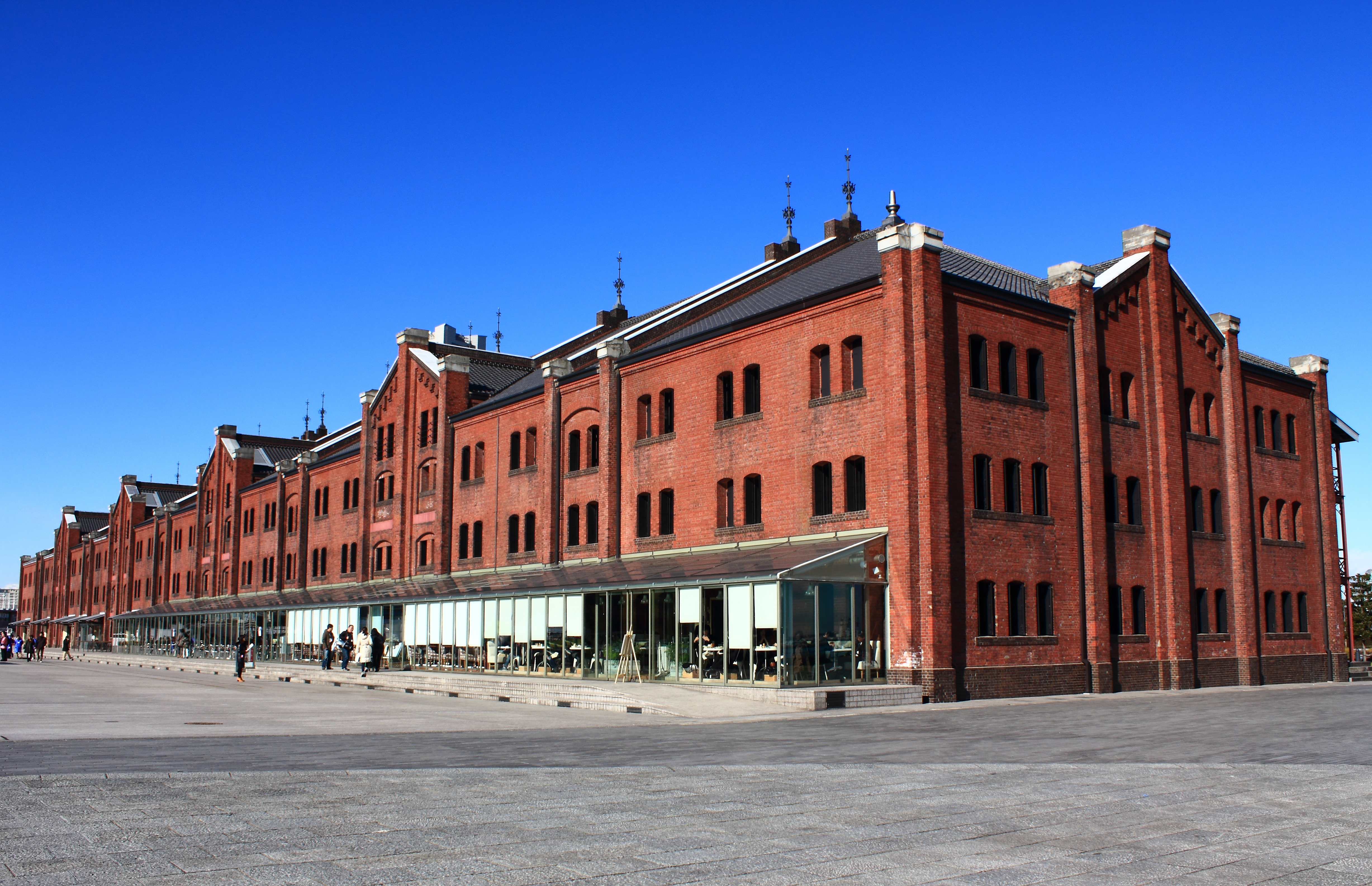
横浜赤レンガ倉庫

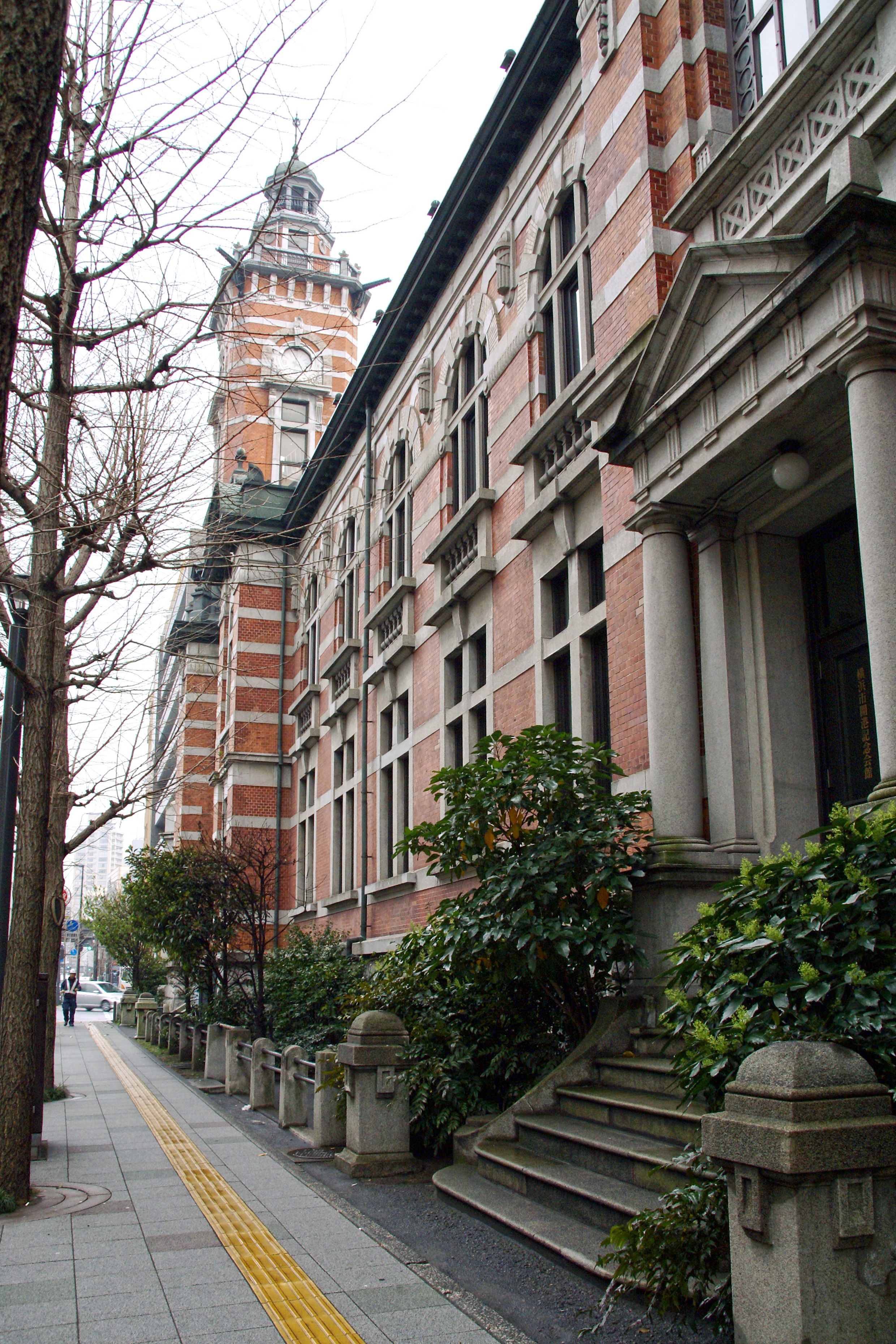
開港記念横浜会館（現：横浜市開港記念会館。ジャックの塔）

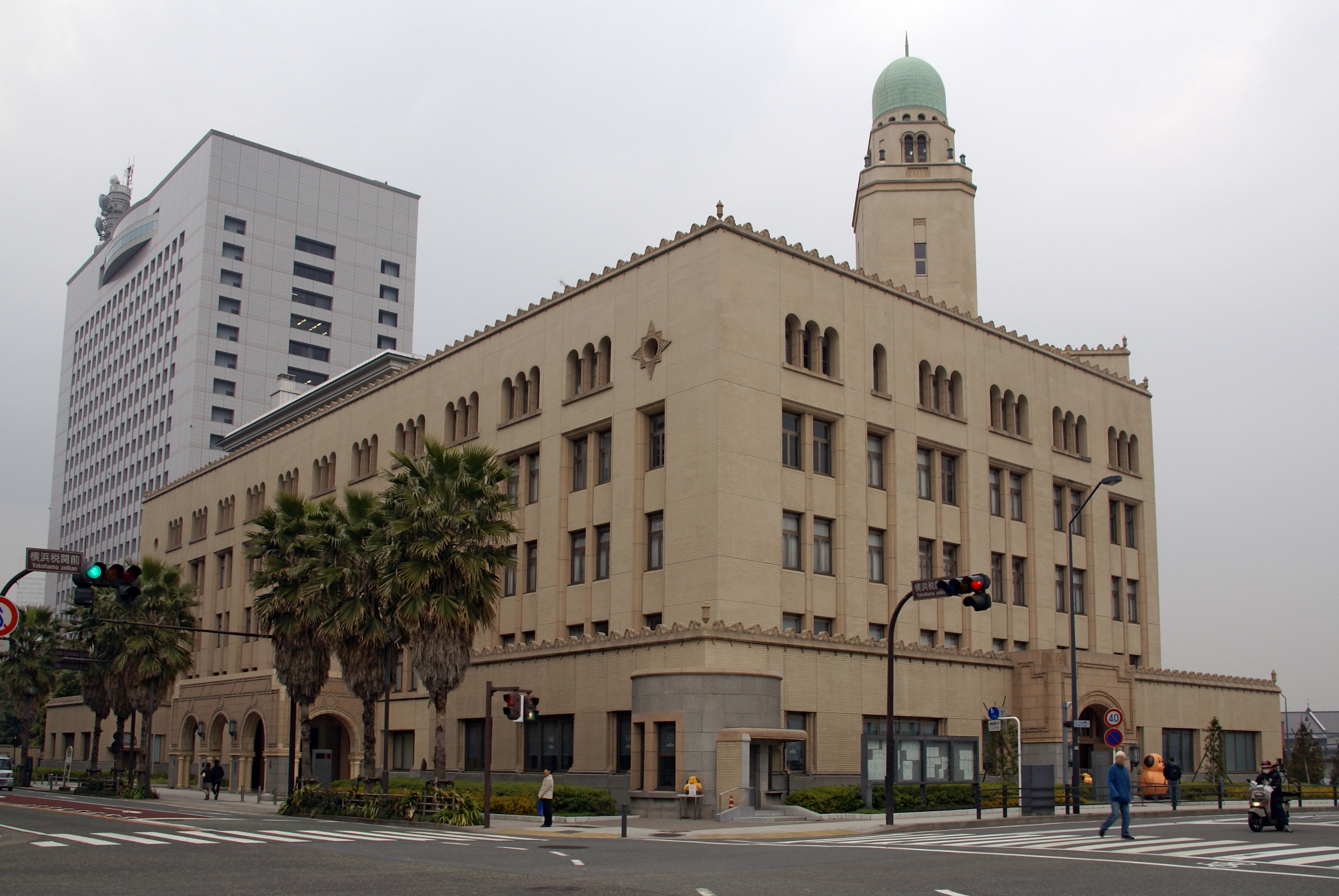
横浜税関（クイーンの塔）

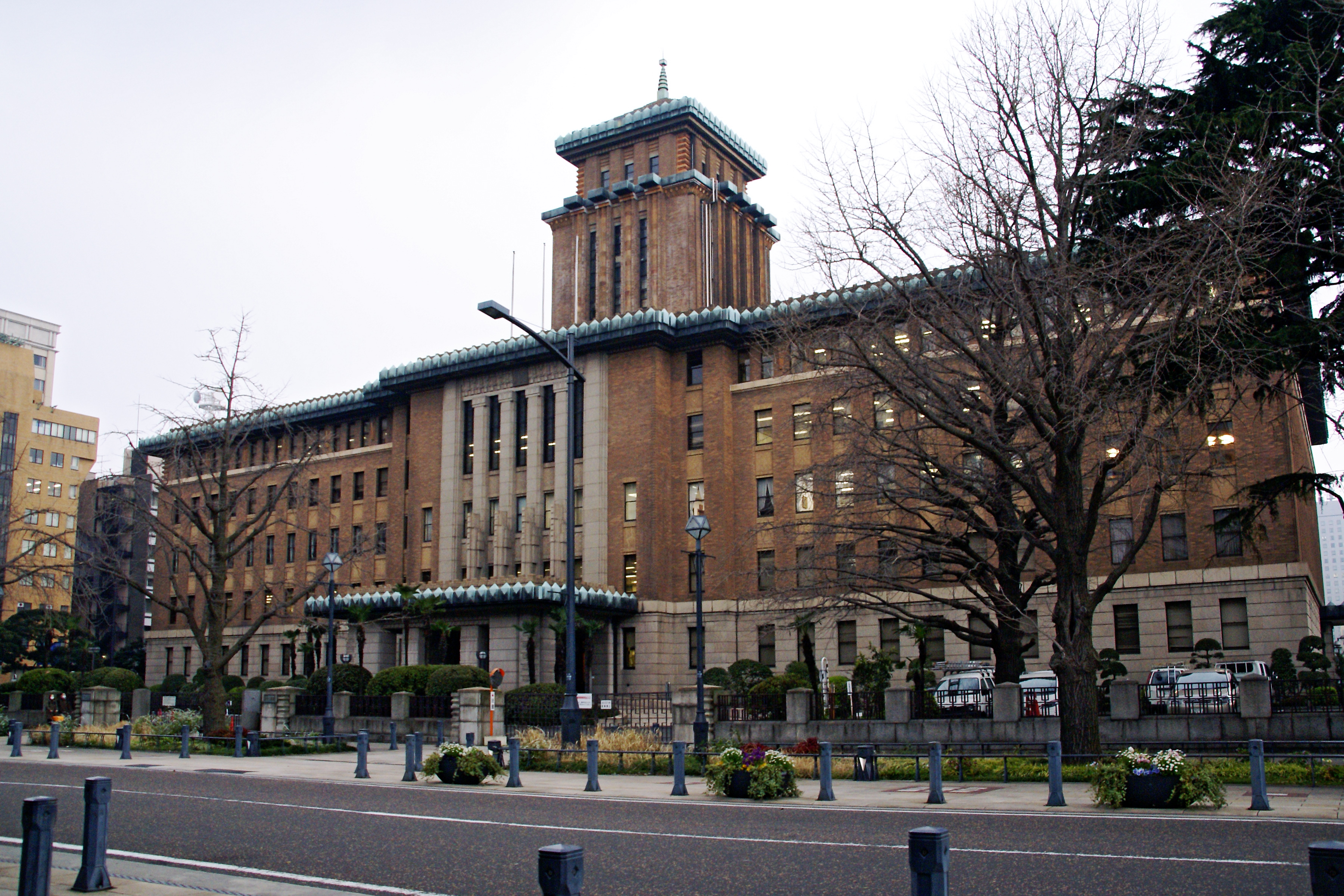
神奈川県庁本庁舎（キングの塔）

- 1911年（明治44年） 第2次市域拡張。

- 1911年（明治44年） 横浜赤レンガ倉庫竣工（2号館、1号館は1913年竣工）。日本最初の全鉄筋コンクリート建築である三井物産ビル（中区）が竣工。
- 1912年（大正元年） 浅野総一郎等が鶴見埋立組合を設立し、翌年から鶴見川河口域の埋め立てを始める。
- 1913年（大正2年） 蒔田地区（現在の南区共進町周辺）にて、博覧会「横浜勧業共進会」開催。
- 1915年（大正4年） 2代目・横浜駅（西区高島一丁目付近）が開業する。
- 1917年（大正6年） 開港記念横浜会館（現：横浜市開港記念会館）が竣工。横浜港第2期工事が完了したことで船舶の主な接岸場所は象の鼻の波止場から鉄桟橋や埠頭へと移動し、これにより横浜港は船舶停泊地150万坪の巨大港へと成長した[19]。
- 1923年（大正12年）9月1日 関東大震災が起こる。横浜市の被害家屋は約9万4000戸に上り、罹災人口はおよそ3万3000人（死者・行方不明者2万3000人以上）。震災に乗じて、いわゆる乞食谷戸と呼ばれた地域などで朝鮮人虐殺が行われる。9月3日から11月19日まで、神奈川県に戒厳令が施行される。復興事業により、瓦礫を埋め立てに用いて、山下公園（中区）、野毛山公園（西区）、神奈川公園（神奈川区）が作られる。また、横浜生糸検査所（1926年、現：横浜第二合同庁舎）、ホテルニューグランド（1927年）、神奈川県庁舎（1928年）、横浜税関（1934年）などの横浜を代表する建築が現れる。
- 1925年（大正14年） いわゆる電力争覇戦に伴い、鶴見騒擾事件が起こる。この頃から、埋立地・鉄道網・電力供給が整い、京浜工業地帯が形成される。
- 1927年（昭和2年） 4月、第3次市域拡張。10月1日、区制施行。鶴見・神奈川・中・保土ケ谷・磯子の5区が発足。
- 1928年（昭和3年） 3代目・横浜駅（現在の横浜駅）が開業する。
- 1935年（昭和10年） 横浜大博覧会開催。
- 1936年（昭和11年） 第4次市域拡張
- 1937年（昭和12年） 第5次市域拡張
- 1939年（昭和14年） 第6次市域拡張に伴い、戸塚・港北の2区を新設。
- 1942年（昭和17年）
  - 2月1日 味噌と醤油の配給制度が始まる（川崎市、横須賀市、藤沢市、平塚市、鎌倉市、小田原市も同日から開始）[24]。同時に衣料品にも点数切符制が導入された。
  - 4月18日、初めての空襲。以後、終戦までに30数回の空襲に見舞われる。10月1日、東京、大阪、名古屋、神戸に次いで人口100万人突破。
- 1943年（昭和18年） 中区を分割して南区を新設。
- 1944年（昭和19年）
  - 中区を分割して西区を新設。
  - 港北区日吉の慶應義塾大学一帯に連合艦隊司令部や海軍省等が移転。日吉台地下壕が建造される。
  - 7月 学童集団疎開が始まる。
- 1945年（昭和20年）5月29日 横浜大空襲

### 第二次世界大戦後
- 1945年（昭和20年）8月 アメリカ軍第8軍が横浜に進駐し、横浜中心部の関内地区と横浜港のほとんどを接収する。ホテル・ニューグランドにGHQ（連合国軍最高司令官総司令部）とAFPAC（太平洋陸軍総司令部）が置かれる。横浜の接収は、港湾施設の90%、市街地の27%であり、全国接収土地面積の70%、建物の61%に上った（沖縄を除く）。これにより、横浜の復興は大きく遅れた。
- 1946年（昭和21年）2月 昭和天皇が横浜を巡幸する（以後、1954年まで続く全国巡幸の初め）。3月、戦後初めて生糸が輸出される。
- 1947年（昭和22年） 新警察法の施行により、自治体警察である横浜市警察が発足する（1955年に神奈川県警察に統合）。
- 1948年（昭和23年） 磯子区を分割して金沢区を新設。
- 1949年（昭和24年）
  - 3月 日本貿易博覧会開催。
  - 6月 横浜市立大学が発足する。
- 1950年（昭和25年） 横浜国際港都建設法（昭和25年法律第248号）が公布される。
- 1951年（昭和26年） 横浜港の管理権が国から市に移る。
- 1952年（昭和27年） 
  - 旧：日米安全保障条約が発効し、大桟橋、ホテル・ニューグランド、税関ビル、山下公園などの接収が解除され始める。1955年末までに、土地面積の3分の1、建物面積の2分の1が接収解除となる。しかし、2006年現在も、上瀬谷通信施設、根岸住宅地区など市内7ヶ所に米軍施設は残る。
  - 第12回全国菓子大博覧会開催。会場は伊勢佐木町にあったフライヤージム（アメリカ軍が設置した室内運動場）[25]。
  - 第1回ミス横浜コンテストが開かれ、薮内可代子が初代ミス横浜に選ばれる（ミス横浜は2002年度の第50代で廃止され、現在は横浜観光親善大使がミス横浜の役割を担う）。
  - 第1回横浜開港記念みなと祭 国際仮装行列開催
- 1956年（昭和31年）
  - 4月 横浜髙島屋ストア開業。相模鉄道を中心に横浜駅西口の開発が始まる。
  - 9月1日 政令指定都市に移行。
- 1958年（昭和33年） 開港100年祭が開催される。
- 1959年（昭和34年）
  - 中区関内地区に現在の市庁舎が完成。神奈川区反町（現：反町公園）から移転する。
  - 中区山下町にシルクセンター完成。
- 1961年（昭和36年）
  - 1月 横浜開港100周年を記念して横浜マリンタワー完成。
  - 5月 横浜開港100周年を記念して氷川丸を山下公園前に係留。
- 1964年（昭和39年）
  - 国鉄根岸線（桜木町駅 - 磯子駅）開通
  - 東海道新幹線開通 新横浜駅開業
- 1965年（昭和40年） こどもの国開園
- 1966年（昭和41年）4月1日 東急田園都市線（溝の口駅 - 長津田駅）延伸開通
- 1968年（昭和43年）
  - 東名高速道路（東京IC-厚木IC）開通
  - 首都高速道路横羽線（羽田-東神奈川）開通
- 1969年（昭和44年）10月1日 人口増加に伴い行政区の見直しを実施。南区から港南区、保土ケ谷区から旭区、戸塚区から瀬谷区、港北区から緑区がそれぞれ分離し、設置される。
- 1970年（昭和45年） 国鉄根岸線（磯子駅 - 洋光台駅）開通
- 1972年（昭和47年）
  - 3月31日 横浜市電、トロリーバス全廃
  - 12月16日 横浜市営地下鉄（伊勢佐木長者町駅 - 上大岡駅）開業
- 1973年（昭和48年） 国鉄根岸線全線開通（洋光台駅 - 大船駅）
- 1974年（昭和49年） 第2回アジア卓球選手権大会の開催
- 1977年（昭和52年） 横浜米軍機墜落事件発生。
- 1978年（昭和53年） 横浜公園内の横浜公園平和野球場跡地に横浜スタジアムが完成。プロ野球セントラル・リーグ大洋ホエールズが本拠地を川崎球場より正式移転。これによりチーム名が横浜大洋ホエールズとなる。
- 1980年（昭和55年） 横浜駅東口に横浜ポルタ、ルミネ開店
- 1982年（昭和57年） 第1回「アジア太平洋都市会議」開催
- 1983年（昭和58年） 横浜浮浪者襲撃殺人事件発生。
- 1984年（昭和59年） 横浜こども科学館オープン
- 1985年（昭和60年） 帆船日本丸が展示・公開
- 1986年（昭和61年） 人口増加に伴い、行政区の見直しを実施。戸塚区から泉区と栄区を分割。
- 1988年（昭和63年） 横浜市六大事業の一つである金沢区の金沢地先埋立事業が完成、海の公園開園。

### 平成
- 1989年（平成元年）
  - 横浜市政100周年、開港130周年
  - 3月25日 - 10月1日 横浜みなとみらい21地区にて「横浜博覧会」が開催される。
  - 横浜ベイブリッジ開通
  - 横浜アリーナ、横浜美術館オープン
  - 7月 金沢シーサイド線開通。
- 1990年（平成2年） 日吉地区を横浜市内通話区域に編入（市外局番が「044」から「045」に。これで市域の市外局番はほぼ統一された）。
- 1991年（平成3年） 横浜国際平和会議場（パシフィコ横浜）完成。
- 1992年（平成4年） 横浜大洋ホエールズが親会社大洋漁業のマルハへの社名変更により、企業名を外し、横浜ベイスターズにチーム名を変更。地域密着を図る。
- 1993年（平成5年）
  - 5月
    - 横浜・八景島シーパラダイスオープン
    - Jリーグ開幕。横浜マリノス（現：横浜F・マリノス）、横浜フリューゲルスが加盟。

  - 7月 「横浜ランドマークタワー・プラザ」オープン。2020年時点、日本で二番目に高いビル (296m)。
- 1994年（平成6年）11月 人口増と港北ニュータウン計画の進展に伴い、港北区と緑区の区域を見直し、両区の区域を再編して青葉区と都筑区を新設。現行の18区となる。
- 1996年（平成8年） 横浜ベイサイドマリーナオープン
- 1998年（平成10年）
  - 横浜国際総合競技場（日産スタジアム）、横浜国際プール（通称：ウォーターアリーナ）、横浜みなとみらいホールオープン
  - 10月 横浜ベイスターズが38年ぶりのリーグ優勝、日本一となる。
- 1999年（平成11年） 横浜ワールドポーターズオープン
  - 4月 よこはま動物園ズーラシアオープン
  - 8月 横浜市営地下鉄ブルーライン全線開通
- 2001年（平成13年） 横浜トリエンナーレ開催
- 2002年（平成14年）
  - 4月 赤レンガパークオープン
  - 5月 横浜港大さん橋国際客船ターミナルリニューアルオープン
  - 6月 サッカーワールドカップ決勝戦が横浜国際競技場（日産スタジアム）で開催。
  - 8月 パンパシフィック水泳選手権開催。
  - 10月 人口350万人突破
- 2004年（平成16年）2月 みなとみらい線開通（横浜駅 - 元町・中華街駅間・東急東横線乗り入れ）。
- 2005年（平成17年）
  - サッカーFIFAクラブワールドカップの予選および決勝戦が横浜国際総合競技場で開催（2007年大会まで日本開催が決定している）。
  - 11月19～20日 第25回全国豊かな海づくり大会がみなとみらい21地区で開催
- 2007年（平成19年）3月 市内最大級の商業施設ららぽーと横浜オープン
- 2008年（平成20年）
  - 3月 横浜市営地下鉄グリーンライン（中山駅 - 日吉駅）開通
  - 5月 第4回アフリカ開発会議開催
  - 9月13日 横浜市を舞台とした特撮映画、『大決戦!超ウルトラ8兄弟』が公開 - 本作は開港150周年の前祝作品として製作され、横浜市が撮影に全面協力し、通常は映画などの撮影を許可していない横浜中華街や横浜公園でも特別に撮影が行われた。また当時の市長中田宏が本人役で出演。横浜ベイスターズ全面協力の下、横浜スタジアムや、甲子園という設定で長浦のベイスターズ球場などでのロケや、元高校球児役のつるの剛士への投球指導や実使用ユニフォームを衣装として提供。また、当時の寮長の稲川誠、球団社長の佐々木邦昭、応援団の全国星覇会がエキストラ出演した。
- 2009年（平成21年）
  - 横浜開港150周年 - 開国博Y150開催
  - 4月19日 第20回全国「みどりの愛護」のつどいが横浜動物の森公園で開催
- 2010年（平成22年）11月 APEC首脳会議開催
- 2011年（平成23年）3月11日 東日本大震災発生 - 市内では最大震度5強を記録
- 2017年11月24日 東京五輪に向けた横浜スタジアムの改修工事の開始 - 2020年東京オリンピック野球、ソフトボールのメイン会場となっている横浜スタジアムはオリンピックに向けて三年に渡る改修工事を始めた。また近年の横浜ファンの急激な増加にも対応するためでもある。
- 2018年（平成30年）9月8日 みなとみらいスマートフェスティバルが開催[26]。2016年（平成28年）に終了した神奈川新聞花火大会の後継的なイベントとして翌年以降も定期的に開催。

### 令和以降
- 2019年（令和元年）
  - 10月 横浜ハンマーヘッドオープン
  - 11月 相鉄新横浜線部分開通（西谷駅 - 羽沢横浜国大駅間・JR線乗り入れ）
- 2020年（令和2年）
  - 2月 クルーズ船、ダイヤモンド・プリンセスが市内の横浜港大黒埠頭に着岸-新型の2019新型コロナウイルスに感染している香港在住の感染者を乗せていたダイヤモンドプリンセスが着岸。政府は乗客に船内での14日待機を命じるがその間に船内で拡大した[27]。
  - 3月7日 新横浜スタジアム杮落とし - オリンピックでの野球ソフトボール競技開催、ならびにベイスターズファン増加に対応するための改修工事が終了しオープン戦で記念イベントが行われる予定であったが新型コロナウィルスの影響で無観客試合となりイベントも無くなった。また、来場者プレゼントのペーパークラフトは2020年横浜スタジアム開幕戦で配られる予定になったもののそれも延期になったため球団ホームページにてPDF形式で無料配布された。しかし、9月19日（土）の巨人戦から入場制限が緩和されたのを記念して新設席への入場が可能になり9月19日、20日の試合でペーパークラフトも配布された。
  - 6月 1月に竣工した超高層ビルの8代目に当たる新市庁舎が開庁
- 2021年（令和3年）
  - 横浜スタジアムにて前年開催できなかった東京オリンピックが開催された。
  - 4月 YOKOHAMA AIR CABIN開業
- 2022年（令和4年）
  - 3月 横浜中華街の商業施設「チャイナスクエア」の「ヨコハマおもしろ水族館」の跡地に「横浜開運水族館」が開業
  - 9月 横浜マリンタワーリニューアルオープン
- 2023年（令和5年）3月 相鉄新横浜線全線開通・東急新横浜線開通（羽沢横浜国大駅 - 日吉駅間・東急東横線・東急目黒線乗り入れ）。

## 行政区域の変遷
| 年月日                     | 市域の事柄 | 後の市域の事柄 |
| -------------------------- | --- | --- |

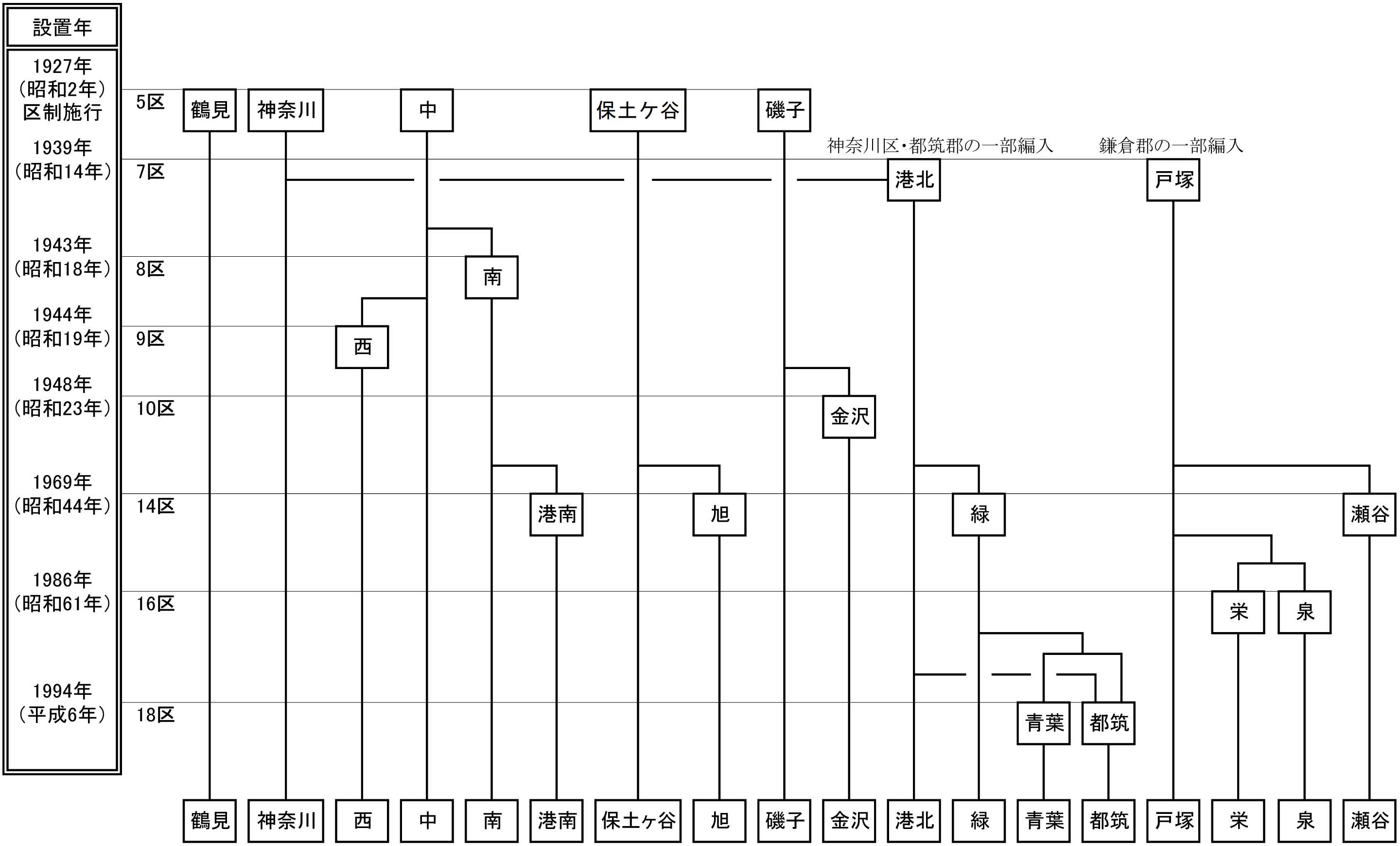

| 1889年（明治22年） 4月1日  | - 市制施行。横浜区を母体に横浜市が誕生する。 | - 久良岐郡（くらきぐん）に次の9村が置かれる。郡役所は日下村。 - 戸太村（とだ）、中村、本牧村、根岸村、屏風浦村（びょうぶがうら）、大岡川村、日下村（ひのした）、金沢村、六浦荘村（むつうらしょう） - 橘樹郡（たちばなぐん）に次の11町村が置かれる。郡役所は神奈川町。 - 神奈川町、子安村、小机村、大綱村、旭村、生見尾村（うみお）、町田村、日吉村、保土ケ谷町、宮川村、矢崎村 - 都筑郡（つづきぐん）に次の10村が置かれる。郡役所は都田村。 - 都田村（つだ）、新田村（にった）、中川村、山内村（やまのうち）、中里村、田奈村、新治村（にいはる）、都岡村（つおか）、二俣川村、西谷村 - 鎌倉郡（かまくらぐん）に次の11町村が置かれる。郡役所は戸塚町。 - 戸塚町、中川村、川上村、永野村、豊田村、本郷村、長尾村、俣野村、富士見村、中和田村、瀬谷村 |
| 1895年（明治28年） 7月1日  | | - 久良岐郡戸太村に町制施行。戸太町に。 |
| 1897年（明治30年） 5月11日 | | - 久良岐郡六浦荘村に、鎌倉郡鎌倉町大字峠（現在の朝比奈町）を編入。 |
| 1901年（明治34年） 4月1日  | - 第1次市域拡張 - 横浜市に、久良岐郡戸太村、中村、本牧村、根岸村、および橘樹郡神奈川町、保土ケ谷町大字岡野新田、大字岩間字久保山・大谷・林越・大丸（現在の西区元久保町・東久保町・久保町）、子安村大字子安を編入。 | - 橘樹郡大綱村に子安村大字白幡を、旭村に子安村大字西寺尾を編入（子安村は解体消滅）。 - 小机村が城郷村（しろさと）に改称。 |
| 1909年（明治42年） 4月1日  | | - 橘樹郡保土ケ谷町に、宮川村、矢崎村を編入。 |
| 1911年（明治44年） 4月1日  | - 第2次市域拡張 - 横浜市に、久良岐郡屏風浦村より大字磯子、滝頭、岡（旧禅馬村の地域）を、大岡川村より大字堀之内、井土ヶ谷、蒔田、下大岡、弘明寺を、橘樹郡保土ケ谷町より大字岩間字池上・東台・外荒具・道上・塩田・反町・宮下・殿田・関面・久保山下（現在の西区東久保町・久保町・元久保町、保土ケ谷区西久保町）を編入。                                                                              | |
| 1915年（大正4年） 8月1日   | | - 鎌倉郡豊田村に、長尾村大字金井、田谷、長尾台を編入。長尾村大字小雀、俣野村、富士見村が合併し大正村となる（長尾村は解体消滅）。 |
| 1921年（大正10年） 4月1日  | | - 橘樹郡生見尾村に町制施行。鶴見町に。 |
| 1923年（大正12年） 4月1日  | | - 橘樹郡町田村に町制施行。潮田町（うしおだ）に。 |
| 1925年（大正14年） 4月1日  | | - 橘樹郡鶴見町と潮田町が合併し、鶴見町に。 - 橘樹郡日吉村に住吉村大字北加瀬を編入。（現在の川崎市域） |
| 1926年（大正15年） 1月1日  | | - 久良岐郡金沢村に町制施行。金沢町に。 |
| 1927年（昭和2年） 4月1日   | - 第3次市域拡張 - 横浜市に、久良岐郡屏風浦村、大岡川村、日下村、橘樹郡鶴見町、城郷村、大綱村、旭村、保土ケ谷町、都筑郡西谷村を編入。 | |
| 1927年（昭和2年） 10月1日  | - 区制を施行し、鶴見区、神奈川区、中区、保土ケ谷区、磯子区の5区を置く。 | |
| 1934年（昭和9年） 1月1日   | | - 都筑郡都田村が川和町に改称。 |
| 1936年（昭和11年） 10月1日 | - 第4次市域拡張 - 中区に鎌倉郡永野村を、磯子区に久良岐郡金沢町、六浦荘村をそれぞれ編入。 | |
| 1937年（昭和12年） 4月1日  | - 第5次市域拡張 - 神奈川区に、橘樹郡日吉村から大字駒ケ橋（下田町）、駒林（日吉本町）、箕輪（箕輪町）および矢上、南加瀬の各一部（いずれも日吉町）を編入（日吉村の他地区は、川崎市へ編入）。 | |
| 1939年（昭和14年） 4月1日  | - 第6次市域拡張 - 都筑郡都岡村、二俣川村、新治村、田奈村、中里村、山内村、川和町、中川村、新田村、および鎌倉郡戸塚町、中川村、豊田村、川上村、大正村、本郷村、中和田村を編入。 - 神奈川区から港北区を分区し、旧都筑郡域（都岡村・二俣川村を除く）を編入。 - 都筑郡都岡村と二俣川村は保土ケ谷区に編入。 - 戸塚区を置き、旧鎌倉郡域（中区上永谷町・下永谷町・野庭町、磯子区朝比奈町を除く）を編入。 | |
| 1943年（昭和18年） 12月1日 | - 中区から南区を分区。 - 横浜駅一帯が神奈川区より中区に移管。 | |
| 1944年（昭和19年） 4月1日  | - 中区から西区を分区。 | |
| 1948年（昭和23年） 5月15日 | - 磯子区から金沢区を分区。 | |
| 1956年（昭和31年） 9月1日  | - 政令指定都市に移行。 | |
| 1969年（昭和44年） 10月1日 | - 南区から港南区を分区。 - 戸塚区から瀬谷区を分区。 - 保土ケ谷区から旭区を分区。 - 港北区から緑区を分区。上菅田町と新井町を保土ケ谷区に移管。 | |
| 1986年（昭和61年） 11月3日 | - 戸塚区から栄区、泉区を分区。 | |
| 1994年（平成6年） 11月6日  | - 港北区と緑区を再編し、港北区、緑区、青葉区、都筑区とする。 | |